# Charles-Amador Martin
Charles-Amador Martin, baptisé le 7 mars 1648 à Québec et mort le 19 juin 1711 , fut le deuxième prêtre né en sol canadien. Il fut précédé seulement par Germain Morin.

## Biographie
Charles-Amador Martin naquit à Québec où il fut baptisé le 7 mars 1648 par le Père Paul Le Jeune. Il était le neuvième enfant d'Abraham Martin et de Marguerite Langlois, et eut pour parrain Charles-Amador de St-Etienne, sieur de la Tour, qui se rendit célèbre par sa bravoure et sa fidélité à la France dans les guerres de l'Acadie,.
En 1672, il bâtit à Beauport la première chapelle en pierre pour remplacer l'ancienne qui était en bois. Il continua de desservir cette paroisse jusqu'en 1677, qu'il alla à Sainte-Famille. À l'érection du chapitre de Québec, le 8 novembre 1684, il devint chanoine, et fut nommé curé du Château-Richer en 1685.
Le 19 septembre 1697, il se démit de la dignité de chanoine et fut nommé à la cure de Notre-Dame de Foye, le 18 octobre l'année suivante. Il y demeura jusqu'à sa mort, survenue le 19 juin 1711, à l'âge de 63 ans.
Un manuscrit intitulé De la dévotion à la sainte Famille, par la mère Marie-André Regnard-Duplessis de Sainte-Hélène nous fait connaître que M. Martin était un habile chantre et qu'il composa le chant de la messe et de l'office de la Sainte-Famille.
D'après certains musicologues[Qui ?], il serait probablement le premier compositeur québécois.